# Introitus - Exodus
Introitus - Exodus è una composizione per organo solista e orchestra del 1976 del compositore tedesco Günter Bialas.

## Organico e prima esecuzione
Introitus - Exodus è scritta per organo solista e orchestra formata da ottavino, 2 flauti, 2 oboi, 2 clarinetti, 2 fagotti (il secondo anche controfagotto), 4 corni, 3 trombe, 3 tromboni, tuba, timpani, 3 percussionisti, arpa e archi. La prima esecuzione è avvenuta il 13 giugno 1976 durante la venticinquesima settimana internazionale dell'organo (25. Internationale Orgelwoche Nürnberg) di Norimberga con all'organo Edgar Krapp e Rafael Kubelík alla testa della Symphonieorchester des Bayerischen Rundfunks.

## Descrizione dell'opera
Introitus - Exodus è un'opera rappresentativa dell'estetica di Bialas, basata sulla riconciliazione tra le idee della musica a programma e quelle della musica pura. La chiarezza della forma e il messaggio dell'autore non rimangono distinti, ma si condizionano mutualmente. Il confronto dell'opera con il poema sinfonico Morte e trasfigurazione di Richard Strauss, per certi versi affine, mostra chiaramente le idee del compositore. Mentre Strauss cerca di rappresentare un destino individuale, sebbene trascendente nel finale del poema, Bialas vuole con Introitus - Exodus rappresentare l'idea stessa della vita nelle sue fasi primarie: ingresso (introitus), realizzazione (nella seconda sezione affidata all'organo solo) e uscita (exodus), sebbene l'ascoltatore non sia tenuto in alcun modo a conoscere prima un programma. Lo stesso autore spiega così la sua opera: "Introitus e Exodus significano quello che vuol dire la loro traduzione letterale: ingresso e uscita. Ci è familiare l'introito, che ha lo scopo di dare inizio a una celebrazione, mentre nella tragedia greca l'exodos è l'uscita del coro dalla scena. Entrambi sono rituali, ed è questa l'idea che voglio trasmettere all'ascoltatore".
L'opera si articola in tre macrosezioni: Introitus, Interludium e Exodus.

### Introitus
Introitus inizia con una figura all'unisono degli archi, dei fagotti e degli ottoni: un sol in levare di un sedicesimo legato a un la tenuto. Non casualmente tale figurazione è il prototipo dell'incipit di una salmodia e fa dunque evidente riferimento al canto piano. In un certo asenso annuncia l'inizio di un rito laico incentrato sulla vita e la morte. Tuttavia, come osserva lo stesso Bialas, "entrare significa superare una resistenza: ogni avanzamento provoca una reazione". Sono due i modi in cui la coppia resistenza/reazione si manifesta in Introitus: per prima cosa l'inpulso iniziale è seguito da un opposto processo di stagnazione centrato fin dall'inizio intorno alla nota la. Seguono poi delle figurazioni onomatopeiche alternate tra vari gruppi di strumenti in forma di cluster intorno alla nota la impedendo il progresso del brano. Le prime dodici battute sottolineano dunque, attraverso la coppia resistenza/reazione, lo sforzo dell'ingresso nella vita. I due elementi contrapposti creano dunque una tensione dialettica in cui nessuno stile assume una predominanza. A partire dalla battuta 157, la nota la, il centro tonale chiaramente stabilito fino a quel momento, serve da pivot per realizzare una sorta di movimento a pendolo che porta al si una nona sopra. Questa figurazione significa vita e ha la funzione di creare un legame con la seconda macrosezione, Interludium, la quale, a sua volta, termina con un movimento analogo. La prima sezione è dunque non conclusiva e porta senza soluzione di continuità alla seconda, per organo solo.

### Interludium
Interludium è a tutti gli effetti una rapsodia, sia per la sua forma libera che per il suo stile improvvisativo. Il compositore ha descritto la sua funzione come "un modo per sviluppare il materiale sonoro, per prepararne di nuovo, per separare le sezioni e per dare al solista la possibilità di esprimersi". In un certo senso si può dire che la vita si rivela un "interludio" tra nascita e morte.

### Exodus
La fatica della nascita è seguita da un'implacabile discesa: "ogni uscita implica l'uso della forza". Questa uscita forzata è immediatamente evidente nell'attacco della terza sezione, Exodus. Lo sviluppo dell'opera è ora costantemente dominato da figurazioni discendenti guidate dal rullo dei timpani, lontana reminiscenza della figura retorica della catabasi. Le forze tendenti verso il basso sommergono e infine assorbono le note prolungate e la sonorità degli altri gruppi strumentali. Queste note lunghe hanno una funzione di stabilizzazione e sembrano concentrare tutto il loro sforzo nel tentativo di non essere completamente cancellate. A partire dalla battuta 19 inizia un crescendo di dimensioni apocalittiche sopra un ritmo di marcia. Nuovo materiale sonoro e nuove figurazioni vengono aggiunte strato su strato, creando un'impressione di un impetuoso lamento. Si raggiunge dunque il climax, a cui fa seguito un graduale processo di disintegrazione. Ciò che rimane è un lungo ostinato sempre presente in secondo piano e che, da battuta 156, sospinge la musica verso il maelstrom di una marcia funebre che riporta all'originaria nota la di Introitus. Si potrebbe dire allora che questa nota forma l'"anima" del brano che, come scrive Bialas, "termina su questa nota che sentiamo riverberare nei timpani ancora molto tempo dopo che tutti gli altri strumenti sono rimasti silenziosi".

## Discografia
- 1983 – Dokumentation Zeitgenössische Musik in der Bundesrepublik Deutschland Vol. 9 1970-1980: Lear-Fragment, Rondeau imaginaire, Quintett über den Herbstanfang, Introitus-Exodus, Travesties in a Sad Landscape, Szenen für Orchester, Variationen über ein Thema von Mozart, LP (triplo), Harmonia Mundi DMR 1025-27 Deutscher Musikrat